# Unione Calcio Sampdoria 1980-1981
Questa voce raccoglie le informazioni riguardanti l'Unione Calcio Sampdoria nelle competizioni ufficiali della stagione 1980-1981.

## Stagione
Questa stagione di Serie B, come retaggio del Totonero, vede ai nastri di partenza del campionato squadre di grande blasone quali Milan, Lazio, Atalanta e Lanerossi Vicenza, oltre alle due genovesi. La Sampdoria affidata per questa stagione ad Enzo Riccomini parte bene, al termine del girone di andata è terza con 23 punti, ma poi alla distanza perde terreno dalle prime e chiude il torneo in quinta posizione. A salire in Serie A sono Milan, Genoa e Cesena. Da rimarcare in casa doriana le due vittorie esterne con Milan e Lazio.
In Coppa Italia la Sampdoria disputa il quinto girone di qualificazione, che promuove ai quarti di finale il Bologna.

## Rosa

L'attaccante Gil De Ponti, 10 gol nella sua unica stagione a Genova, in azione nella trasferta di Ferrara con la seconda divisa bianca.

| N. |                   | Ruolo | Calciatore         |
| -- | ----------------- | ----- | ------------------ |
|    | Italia (bandiera) | P     | Claudio Garella    |
|    | Italia (bandiera) | P     | Guido Bistazzoni   |
|    | Italia (bandiera) | D     | Domenico Arnuzzo   |
|    | Italia (bandiera) | D     | Ciro Pezzella      |
|    | Italia (bandiera) | D     | Mauro Ferroni      |
|    | Italia (bandiera) | D     | Luca Brunetti      |
|    | Italia (bandiera) | D     | Massimo Venturini  |
|    | Italia (bandiera) | D     | Giancarlo Galdiolo |
|    | Italia (bandiera) | D     | Antonio Logozzo    |
|    | Italia (bandiera) | D     | Enrico Vella       |
|    | Italia (bandiera) | D     | Luca Pellegrini    |

| N. |                   | Ruolo | Calciatore         |
| -- | ----------------- | ----- | ------------------ |
|    | Italia (bandiera) | C     | Luigi Delneri      |
|    | Italia (bandiera) | C     | Maurizio Orlandi   |
|    | Italia (bandiera) | C     | Giorgio Redeghieri |
|    | Italia (bandiera) | C     | Fausto Salsano     |
|    | Italia (bandiera) | C     | Antonio Genzano    |
|    | Italia (bandiera) | C     | Giorgio Roselli    |
|    | Italia (bandiera) | A     | Alviero Chiorri    |
|    | Italia (bandiera) | A     | Gianluca De Ponti  |
|    | Italia (bandiera) | A     | Carlo Bresciani    |
|    | Italia (bandiera) | A     | Stefano Brondi     |
|    | Italia (bandiera) | A     | Giovanni Sartori   |

## Calciomercato
| Arrivi | Arrivi             | Arrivi            | Arrivi   |
| R.     | Nome               | da                | Modalità |
| ------ | ------------------ | ----------------- | -------- |
| A      | Carlo Bresciani    | Catanzaro         |          |
| C      | Giorgio Redeghieri | Lanerossi Vicenza |          |
| D      | Luigi Delneri      | Udinese           |          |
| C      | Giancarlo Galdiolo | Fiorentina        |          |
| C      | Luca Pellegrini    | Varese            |          |

| Partenze | Partenze           | Partenze       | Partenze |
| R.       | Nome               | da             | Modalità |
| -------- | ------------------ | -------------- | -------- |
| P        | Marcello Lippi     | Pistoiese      |          |
| A        | Carlo Bresciani    | Lecce          |          |
| A        | Franco Caccia      | Sambenedettese |          |
| D        | Roberto Romei      | Pescara        |          |
| A        | Giorgio De Giorgis | Catanzaro      |          |

## Risultati

### Serie B

#### Girone di andata
| Arbitro: | Altobelli (Roma) |

|             |           |             |
| Chiorri 65’ | Marcatori | 28’ Monelli |

| Cesena 21 settembre 1980 2ª giornata | Cesena                       | 0 – 0 | Sampdoria | Stadio La Fiorita\| Arbitro: \| Agnolin (Bassano del Grappa) \| |
| Arbitro:                             | Agnolin (Bassano del Grappa) |       |           |                                                                 |

| Arbitro: | Bianciardi (Siena) |

|                 |           |  |
| Gori 21’ (aut.) | Marcatori |  |

| Arbitro: | Vitali (Bologna) |

|              |           |                |
| Guidolin 69’ | Marcatori | 67’ G. Sartori |

| Arbitro: | Lanese (Messina) |

|                                        |           |           |
| Genzano 35’ Chiorri 60’ Redeghieri 67’ | Marcatori | 85’ Silva |

| Arbitro: | Parussini (Udine) |

|                          |           |                                   |
| L. Pellegrini 38’ (aut.) | Marcatori | 72’ Chiorri 81’ (rig.) G. Sartori |

| Genova 26 ottobre 1980 7ª giornata | Sampdoria        | 0 – 0 | Milan | Stadio Luigi Ferraris (42921 spett.)\| Arbitro: \| D'Elia (Salerno) \| |
| Arbitro:                           | D'Elia (Salerno) |       |       |                                                                        |

| Arbitro: | Lo Bello (Siracusa) |

|              |           |  |
| F. Rossi 12’ | Marcatori |  |

| Arbitro: | Lombardo (Marsala) |

|  |           |              |
|  | Marcatori | 18’ S. Bozzi |

| Arbitro: | Lattanzi (Roma) |

|                                                        |           |              |
| Ferroni 29’ (aut.) Magistrelli 40’, 78’ Maragliulo 88’ | Marcatori | 55’ De Ponti |

| Arbitro: | Prati (Parma) |

|                          |           |              |
| Orlandi 63’ De Ponti 78’ | Marcatori | 55’ Briaschi |

| Arbitro: | Bianciardi (Siena) |

|                 |           |                               |
| De Bernardi 20’ | Marcatori | 69’, 77’ Chiorri 86’ De Ponti |

| Arbitro: | Menegali (Roma) |

|             |           |                    |
| Delneri 35’ | Marcatori | 38’ (rig.) Manfrin |

| Rimini 14 dicembre 1980 14ª giornata | Rimini          | 0 – 0 | Sampdoria | Stadio Romeo Neri\| Arbitro: \| Facchin (Udine) \| |
| Arbitro:                             | Facchin (Udine) |       |           |                                                    |

| Arbitro: | Mattei (Macerata) |

|              |           |             |
| Galdiolo 60’ | Marcatori | 43’ Sanguin |

| Arbitro: | Altobelli (Roma) |

|                 |           |              |
| De Stefanis 43’ | Marcatori | 77’ De Ponti |

| Arbitro: | Longhi (Roma) |

|                          |           |              |
| Chiorri 51’ De Ponti 88’ | Marcatori | 22’ Facchini |

| Arbitro: | Parussini (Udine) |

|                           |           |                   |
| Gibellini 50’ (rig.), 90’ | Marcatori | 13’, 26’ De Ponti |

| Arbitro: | Bianciardi (Siena) |

|                         |           |  |
| Genzano 35’ Chiorri 44’ | Marcatori |  |

#### Girone di ritorno
| Monza 8 febbraio 1981 20ª giornata | Monza            | 0 – 0 | Sampdoria | Stadio Gino Alfonso Sada\| Arbitro: \| Lanese (Messina) \| |
| Arbitro:                           | Lanese (Messina) |       |           |                                                            |

| Genova 15 febbraio 1981 21ª giornata | Sampdoria       | 0 – 0 | Cesena | Stadio Luigi Ferraris (23584 spett.)\| Arbitro: \| Menegali (Roma) \| |
| Arbitro:                             | Menegali (Roma) |       |        |                                                                       |

| Arbitro: | Angelelli (Terni) |

|                     |           |              |
| B. Mutti 59’ (rig.) | Marcatori | 65’ De Ponti |

| Genova 1º marzo 1981 23ª giornata | Sampdoria          | 0 – 0 | Verona | Stadio Luigi Ferraris (12822 spett.)\| Arbitro: \| Patrussi (Ravenna) \| |
| Arbitro:                          | Patrussi (Ravenna) |       |        |                                                                          |

| Arbitro: | Mattei (Macerata) |

|                          |           |                     |
| Silva 15’ Di Michele 70’ | Marcatori | 88’ (rig.) De Ponti |

| Arbitro: | Magni (Bergamo) |

|               |           |  |
| Redeghieri 8’ | Marcatori |  |

| Arbitro: | Barbaresco (Cormons) |

|  |           |             |
|  | Marcatori | 61’ Chiorri |

| Arbitro: | Longhi (Roma) |

|                                  |           |                     |
| Galdiolo 23’ De Ponti 78’ (rig.) | Marcatori | 15’, 89’ Cantarutti |

| Arbitro: | Vitali (Bologna) |

|                     |           |             |
| Pezzella 89’ (aut.) | Marcatori | 85’ Roselli |

| Genova 12 aprile 1981 29ª giornata | Sampdoria       | 0 – 0 | Lecce | Stadio Luigi Ferraris (18048 spett.)\| Arbitro: \| Milan (Treviso) \| |
| Arbitro:                           | Milan (Treviso) |       |       |                                                                       |

| Vicenza 18 aprile 1981 30ª giornata | Lanerossi Vicenza | 0 – 0 | Sampdoria | Stadio Romeo Menti\| Arbitro: \| D'Elia (Salerno) \| |
| Arbitro:                            | D'Elia (Salerno)  |       |           |                                                      |

| Genova 26 aprile 1981 31ª giornata | Sampdoria      | 0 – 0 | Atalanta | Stadio Luigi Ferraris (11988 spett.)\| Arbitro: \| Tani (Livorno) \| |
| Arbitro:                           | Tani (Livorno) |       |          |                                                                      |

| Arbitro: | Agnolin (Bassano del Grappa) |

|             |           |             |
| Todesco 67’ | Marcatori | 78’ Roselli |

| Arbitro: | Magni (Bergamo) |

|                  |           |                                      |
| Roselli 24’, 26’ | Marcatori | 6’ Donatelli 45’ Traini 79’ Saltutti |

| Arbitro: | Michelotti (Parma) |

|  |           |             |
|  | Marcatori | 71’ Roselli |

| Arbitro: | Angelelli (Terni) |

|             |           |            |
| Roselli 22’ | Marcatori | 37’ Silipo |

| Arbitro: | Redini (Pisa) |

|                                  |           |                               |
| Salvadè 27’ Turchetta 52’ (rig.) | Marcatori | 22’ L. Pellegrini 70’ Roselli |

| Arbitro: | Milan (Treviso) |

|                        |           |              |
| Genzano 5’ Orlandi 59’ | Marcatori | 78’ Bergossi |

| Arbitro: | Galbiati (Monza) |

|             |           |  |
| Gaudino 23’ | Marcatori |  |

### Coppa Italia

#### Primo turno
| Arbitro: | Tonolini (Milano) |

|             |           |  |
| Tosetto 41’ | Marcatori |  |

| Arbitro: | Patrussi (Ravenna) |

|                |           |  |
| E. Nicolini 1’ | Marcatori |  |

| Arbitro: | Angelelli (Terni) |

|                     |           |  |
| G. Sartori 32’, 33’ | Marcatori |  |

| Arbitro: | Casarin (Milano) |

|  |           |               |
|  | Marcatori | 25’ Garritano |

## Statistiche

### Statistiche di squadra
| Competizione | Punti | In casa | In casa | In casa | In casa | In casa | In casa | In trasferta | In trasferta | In trasferta | In trasferta | In trasferta | In trasferta | Totale | Totale | Totale | Totale | Totale | Totale | DR |
| Competizione | Punti | G       | V       | N       | P       | Gf      | Gs      | G            | V            | N            | P            | Gf           | Gs           | G      | V      | N      | P      | Gf     | Gs     | DR |
| ------------ | ----- | ------- | ------- | ------- | ------- | ------- | ------- | ------------ | ------------ | ------------ | ------------ | ------------ | ------------ | ------ | ------ | ------ | ------ | ------ | ------ | -- |
| Serie B      | 43    | 19      | 7       | 10      | 2       | 21      | 14      | 19           | 4            | 11           | 4            | 18           | 19           | 38     | 11     | 21     | 6      | 39     | 33     | +6 |
| Coppa Italia | 2     | 2       | 1       | 0       | 1       | 2       | 1       | 2            | 0            | 0            | 2            | 0            | 2            | 4      | 1      | 0      | 3      | 2      | 3      | -1 |
| Totale       |       | 21      | 8       | 10      | 3       | 23      | 15      | 21           | 4            | 11           | 6            | 18           | 21           | 42     | 12     | 21     | 9      | 41     | 36     | +5 |

### Statistiche dei giocatori
| Giocatore     | Serie B  | Serie B | Serie B     | Serie B    | Coppa Italia | Coppa Italia | Coppa Italia | Coppa Italia | Totale   | Totale | Totale      | Totale     |
| Giocatore     | Presenze | Reti    | Ammonizioni | Espulsioni | Presenze     | Reti         | Ammonizioni  | Espulsioni   | Presenze | Reti   | Ammonizioni | Espulsioni |
| ------------- | -------- | ------- | ----------- | ---------- | ------------ | ------------ | ------------ | ------------ | -------- | ------ | ----------- | ---------- |
| D. Arnuzzo    | 3        | 0       | ?           | ?          | ?            | ?            | ?            | ?            | 3+       | 0+     | ?           | ?          |
| G. Bistazzoni | 1        | -2      | ?           | ?          | ?            | ?            | ?            | ?            | 1+       | -2+    | ?           | ?          |
| S. Brondi     | 3        | 0       | ?           | ?          | ?            | ?            | ?            | ?            | 3+       | 0+     | ?           | ?          |
| A. Chiorri    | 34       | 8       | ?           | ?          | ?            | ?            | ?            | ?            | 34+      | 8+     | ?           | ?          |
| L. Delneri    | 33       | 1       | ?           | ?          | ?            | ?            | ?            | ?            | 33+      | 1+     | ?           | ?          |
| G. De Ponti   | 29       | 10      | ?           | ?          | ?            | ?            | ?            | ?            | 29+      | 10+    | ?           | ?          |
| M. Ferroni    | 38       | 0       | ?           | ?          | ?            | ?            | ?            | ?            | 38+      | 0+     | ?           | ?          |
| G. Galdiolo   | 26       | 2       | ?           | ?          | ?            | ?            | ?            | ?            | 26+      | 2+     | ?           | ?          |
| C. Garella    | 37       | -31     | ?           | ?          | ?            | ?            | ?            | ?            | 37+      | -31+   | ?           | ?          |
| A. Genzano    | 36       | 3       | ?           | ?          | ?            | ?            | ?            | ?            | 36+      | 3+     | ?           | ?          |
| A. Logozzo    | 35       | 0       | ?           | ?          | ?            | ?            | ?            | ?            | 35+      | 0+     | ?           | ?          |
| A. Monari     | 4        | 0       | ?           | ?          | ?            | ?            | ?            | ?            | 4+       | 0+     | ?           | ?          |
| M. Orlandi    | 36       | 2       | ?           | ?          | ?            | ?            | ?            | ?            | 36+      | 2+     | ?           | ?          |
| L. Pellegrini | 30       | 1       | ?           | ?          | ?            | ?            | ?            | ?            | 30+      | 1+     | ?           | ?          |
| C. Pezzella   | 29       | 0       | ?           | ?          | ?            | ?            | ?            | ?            | 29+      | 0+     | ?           | ?          |
| G. Redeghieri | 31       | 2       | ?           | ?          | ?            | ?            | ?            | ?            | 31+      | 2+     | ?           | ?          |
| G. Roselli    | 26       | 7       | ?           | ?          | ?            | ?            | ?            | ?            | 26+      | 7+     | ?           | ?          |
| G. Sartori    | 18       | 2       | ?           | ?          | ?            | ?            | ?            | ?            | 18+      | 2+     | ?           | ?          |
| E. Vella      | 29       | 0       | ?           | ?          | ?            | ?            | ?            | ?            | 29+      | 0+     | ?           | ?          |